# Mimulosia pyraloides
Mimulosia pyraloides là một loài bướm đêm thuộc phân họ Arctiinae, họ Erebidae.